# Wilhelm Höpflinger
Wilhelm Höpflinger (30 de septiembre de 1853 - 17 de enero de 1928) fue un inventor e industrial alemán, desarrollador de la amoladora de bolas diseñada por Friedrich Fischer y cofundador de la empresa Fries & Höpflinger.

## Semblanza

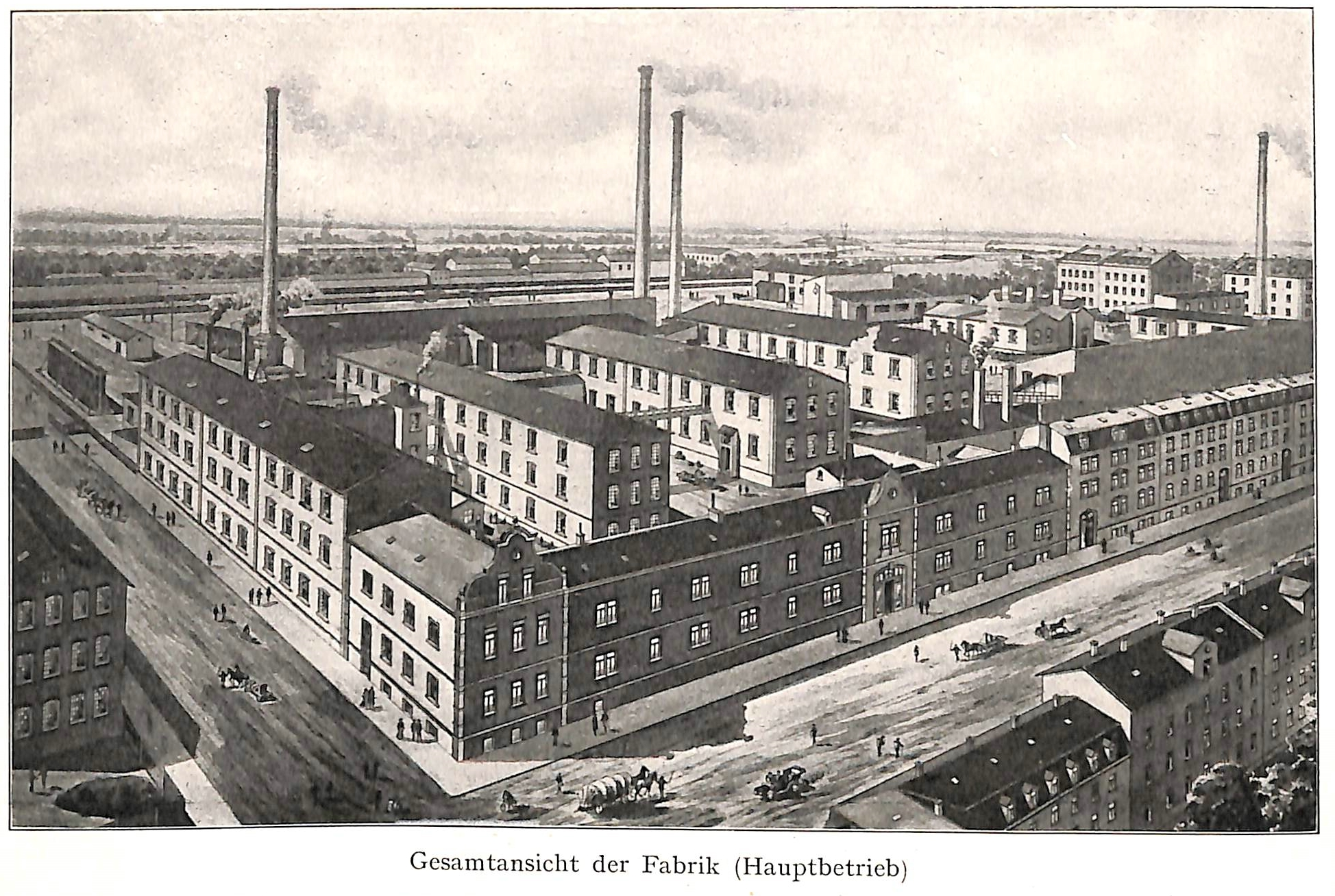
Fries & Höpflinger AG, planta principal en Schweinfurt (1913)

Höpflinger nació en 1853 en la localidad de Langewiesen. Llegó a Schweinfurt en 1873, a la edad de veinte años. Inicialmente estuvo empleado durante más de una década como trabajador en la fundición de hierro local Reck & Joachim y en 1888 fue miembro fundador de la asociación local de trabajadores metalúrgicos y cajero del fondo general del seguro de salud y vida de los trabajadores metalúrgicos.
Desde 1887 trabajó en Fischer & Osterloh (más tarde FAG) en Schweinfurt, que en ese momento también comercializaba bicicletas y máquinas de coser además de bolas de rodamiento. Ese mismo año, construyó un dispositivo de fresado para la rectificadora de bolas de Fischer, con el que se podía mejorar aún más la calidad de las esferas de acero.
En 1890 inició su propio negocio junto con Engelbert Fries. Fundaron la empresa Fries & Höpflinger, que fabricaba bolas y cojinetes de bolas y los vendía en todo el mundo. Höpflinger estuvo a cargo de la dirección técnica y Fries llevó la parte comercial de la empresa.
Höpflinger registró numerosas patentes. Un invento importante fue la "jaula de bolas Höpflinger" para rodamientos de rodillos. Hasta el final de su vida fue director general de la empresa, actividad que compaginó con sus cargos como consejero de comercio (1912) y consejero secretario de comercio (1924). Murió en 1928 en la ciudad de Schweinfurt a la edad de 74 años, un año antes de que su empresa se vendiera a la compañía sueca SKF. El trabajo de su vida es importante para la ciudad de Schweinfurt, que se convirtió en el centro de la industria europea de la fabricación de rodamientos.

## Familia
Höpflinger nació como hijo ilegítimo de Johanna Elisabeth Völker en Langewiesen, ahora parte de Turingia, que entonces estaba en el principado de Schwarzburgo-Sondershausen. Johann Georg Höpflinger, un carretero de Suabia, reconoció al hijo, por lo que se le dio el apellido Höpflinger. Los padres aparentemente se casaron unos años después. Cuando era un niño pequeño, los parientes de su padre lo acogieron temporalmente en Haunsheim/Suabia. Más tarde creció con un carnicero de caballos en la ciudad natal de su madre. Al parecer, su infancia transcurrió en un ambiente modesto.
En 1881 se casó en Schweinfurt con Dorothea Geis, hija de un carpintero, una vez que tuvo el dinero necesario para adquirir la ciudadanía y el permiso asociado para casarse. En este momento, la pareja ya tenía dos hijas de 6 y 5 años. De las cuatro hijas de Höpflinger, la mayor (Betty) se casó con el empresario Ernst Sachs, el inventor del cubo de rueda libre con freno de contrapedal en las bicicletas; la más joven (Ernestine) se casó con el director de Sachs, Rudolf Baier. Los maridos de las otras dos hijas también trabajaron más adelante en el entorno de Fichtel & Sachs.
Después de la muerte de su primera esposa (1912), Höpflinger, de 62 años, se casó con Katharina von Hörmann en 1915, treinta años menor que él e hija de la nobleza de la administración pública de Múnich. El matrimonio terminó en divorcio después de un año. Hay evidencia de que Höpflinger había sido bautizado como protestante, pero pertenecía a la Iglesia Católica cuando murió. La primera esposa y sus cuatro hijas también eran protestantes. Aparentemente se había convertido en el período previo al segundo matrimonio.

## Reconocimientos
- Dos calles llevan el nombre de "Wilhelm-Höpflinger-Straßen" en su memoria, una en su ciudad natal de Langewiesen y otra en Schweinfurt.[4]